# Hohe Wand
Hohe Wand è un comune austriaco di 1 445 abitanti nel distretto di Wiener Neustadt-Land, in Bassa Austria. È stato istituito nel 1971 con la fusione dei comuni soppressi di Maiersdorf e Stollhof; capoluogo comunale è Maiersdorf.